# Bodhisattva

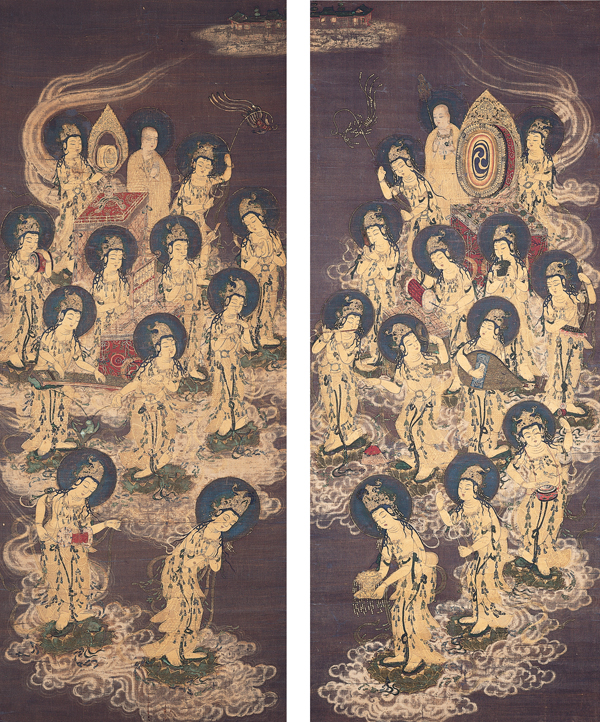
Douăzeci și cinci de Bodhisattva coborând din cer. Pictură japoneză, cca. 1300.

Bodhisattva (bodhi = iluminare, sattva = ființă) este, conform învățăturii budiste, o persoană care își asumă durerea reîncarnărilor și a existenței. Ea nu urmărește eschivarea din fața suferinței, ci dimpotrivă, înfruntarea ei directă și depășirea ei. Suferința este percepută ca un destin colectiv al lumii și nu ca o soartă personală. În concepția unui bodhisattva, sinele se confundă cu colectivitatea. Conform sutrelor mahayaniste există două tipuri de bodhisattva: pământești și cerești. În timp ce condiția de bodhisattva pământesc este accesibilă oricărui om în viața actuală, cea de bodhisattva ceresc presupune puteri supraumane ce nu pot fi obținute decât într-o viață viitoare. Aceste puteri sunt desprinderea de ciclul reîncarnărilor și capacitatea de metamorfoză sub un chip sau altul. Astfel bodhisattva cerești sunt asemănători zeilor hinduși care se revelează omenirii sub formă de avatari, sau mai pot fi asociați cu sfinții creștini. De asemenea starea de bodhisattva este o stare premergătoare celei de Buddha.